# Slawston
Slawston är en ort och civil parish  i Storbritannien.   Den ligger i grevskapet Leicestershire och riksdelen England, i den södra delen av landet, 120 km norr om huvudstaden London. Slawston ligger 99 meter över havet och antalet invånare är 191.
Terrängen runt Slawston är platt. Runt Slawston är det tätbefolkat, med 356 invånare per kvadratkilometer. Närmaste större samhälle är Kettering, 18,2 km sydost om Slawston. Trakten runt Slawston består till största delen av jordbruksmark.